# Erika Ewert
Erika Ewert (* 30. Oktober 1901 in Spandau; † 1974 in Hamburg) war von 1947 bis 1955 Mitglied der Bremischen Bürgerschaft für die Kommunistische Partei Deutschlands (KPD).

## Biografie

### Familie, Ausbildung und Beruf
Ewert war die Tochter eines Arbeiters. Sie besuchte die Volksschule und übte die Berufe Musterzeichnerin, Kaufmännische Angestellte und Buchhalterin aus. Zuletzt, als KPD-Abgeordnete, gab sie als Berufsbezeichnung Hausfrau an.

### Politik
Seit 1921 war Ewert Gewerkschaftsmitglied, 1931 trat sie der KPD bei. Von 1924 bis 1933 betätigte sie sich als Funktionärin im Berliner Arbeitersport. 1934 siedelte sie nach Hamburg über, wo deren Wohnung im Krieg ausgebombt und woraufhin Ewert evakuiert wurde. Dort war sie im Widerstand gegen den Nationalsozialismus aktiv.
Ewert war 1949 Mitglied der Landesleitung der KPD in Bremen und gehörte dem siebenköpfigen Sekretariat als einzige Frau an. Ab 1951 war sie als hauptamtliche KP-Sekretärin für Kommunalpolitik zuständig. Sie war zugleich 1. Kreissekretärin der KP in Bremen-Nord.  
Sie gehörte von 1947 bis 1955 der Bremischen Bürgerschaft an und war ab  1951  stellvertretende Fraktionsvorsitzende der KPD. Von 1956 bis 1957 gehörte sie dem Vegesacker Beirat für die Kommunistische Partei Deutschlands an.

## Veröffentlichungen
Als „Presserechtlich Verantwortliche“ gab Erika Ewert in den Jahren 1955–56 einige Propagandabroschüren für den Parteivorstand der KPD in Düsseldorf heraus.
(Auswahl)
- Weissbuch der Kommunistischen Partei Deutschlands über die ersten 6 Monate des Verbotsprozesses vor dem Bundesverfassungsgericht in Karlsruhe. Zusammengestellt nach dem amtlichen Verhandlungsprotokoll des Gerichts. Verantwortlich Erika Ewert. [Düsseldorf], Parteivorstand der KPD, 1955
- Die KPD war, ist und wird sein, 1955.